# Bruno Walliser
Pour les articles homonymes, voir Walliser.
Bruno Walliser, né le 11 avril 1966 à Volketswil (originaire du même lieu et de Mosnang) est une personnalité politique suisse, membre de l'Union démocratique du centre (UDC). 
Il est député du canton de Zurich au Conseil national depuis novembre 2015.

## Biographie
Bruno Walliser naît le 11 avril 1966 à Volketswil, dans le canton de Zurich. Il est originaire de cette même commune et d'une commune saint-galloise, Mosnang. Il grandit à Volketswil.
Titulaire d'un diplôme fédéral de maître-ramoneur, il exerce à titre indépendant depuis 1996 et dirige sa propre entreprise de ramonage employant huit personnes.
Il a le grade de capitaine à l'armée. Il pratique le cyclisme pendant ses loisirs.
Il est en couple et père de trois enfants. Il habite à Volketswil.

## Parcours politique
Il adhère à l'UDC en 1984.
Il préside la commune de Volketswil et en est le responsable des finances d'avril 2002 à 2017.
Il siège au Conseil cantonal de Zurich du 31 mai 1999 au 23 novembre 2015. Il le préside du 6 mai 2013 au 11 mai 2014.
Il est élu au Conseil national en 2015 et réélu à deux reprises (2019 et 2023). Il siège à la Commission des affaires juridiques (CAJ) jusqu'au 11 décembre 2019, puis à la Commission de la politique de sécurité (CPS).
Il est membre de l'Action pour une Suisse indépendante et neutre.

### Positionnement politique
En 2021, il milite contre le mariage entre personnes de même sexe.